# سایوز ام‌اس-۱۵
سایوز-ام‌اس-۱۵ (به روسی: Союз )(به معنای اتحاد) یک مأموریت سرنشین دار سازمان ملی فضانوردی روسیه به سمت ایستگاه فضایی بین‌المللی محسوب می‌شود.

همچنین فضاپیمای این مأموریت وظیفه ارسال و بازگرداندن تعدادی از فضانوردان گروه اعزامی ۶۱ و گروه اعزامی ۶۲ را نیز بر عهده داشت.

به دلیل عملیاتی شدن موشک‌های جدید سایوز-۲ این مأموریت آخرین پرواز موشک سایوز از نسل اف جی می‌باشد. همچنین اولین فضانورد از کشور امارات به نام هزاز آل منصوری با این مأموریت به فضا پرتاب شد. برای بزرگداشت این رویداد، تصاویری از موشک سایوز و هزاع المنصوری بر روی برج خلیفه، نمایش داده شد.

## خدمه مأموریت
| نام            | ملیت                | تعداد پرواز | نقش عملیاتی      | تصویر |
| اولگ شکریپوچکا | روسیه               | ۳           | فرمانده          |       |
| جسیکا میر      | ایالات متحده آمریکا | ۱           | مهندس پرواز      |       |
| هزاع المنصوری  | امارات متحده عربی   | ۱           | فضانورد غیرتخصصی |       |

## نگارخانه

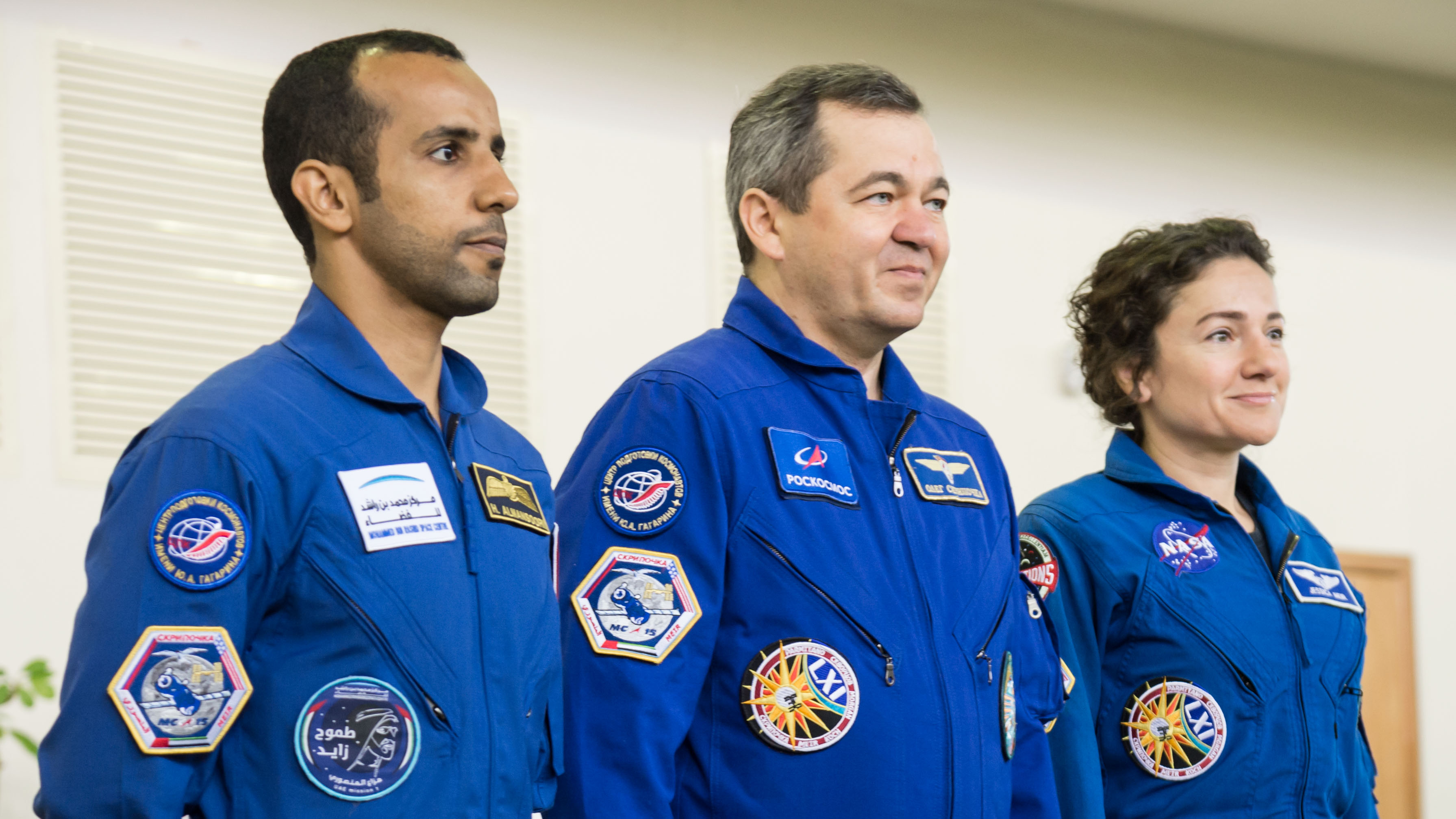
فضانوردان اصلی ام‌اس-۱۵
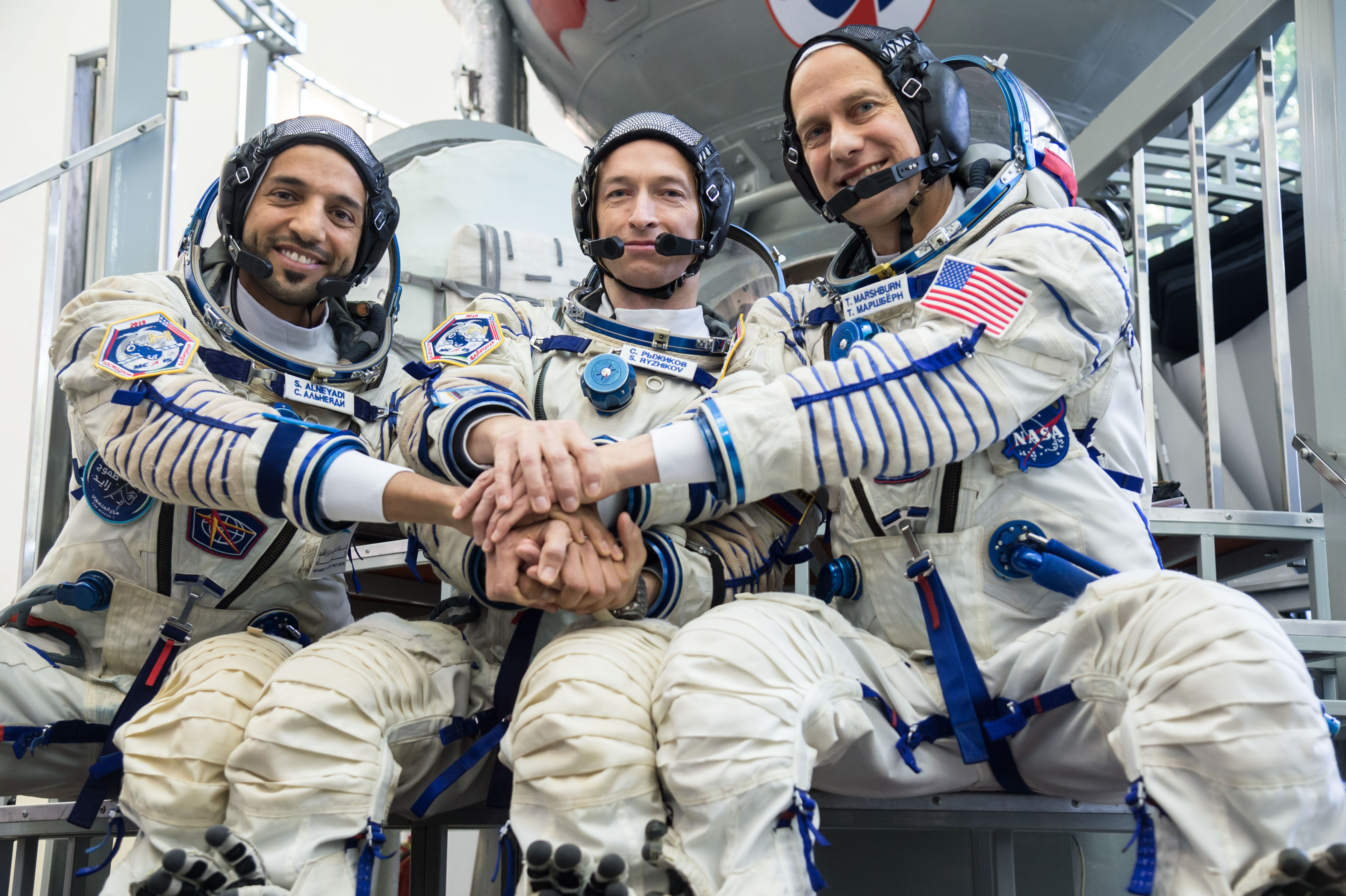
فضانوردان پشتیبان ام‌اس-۱۵
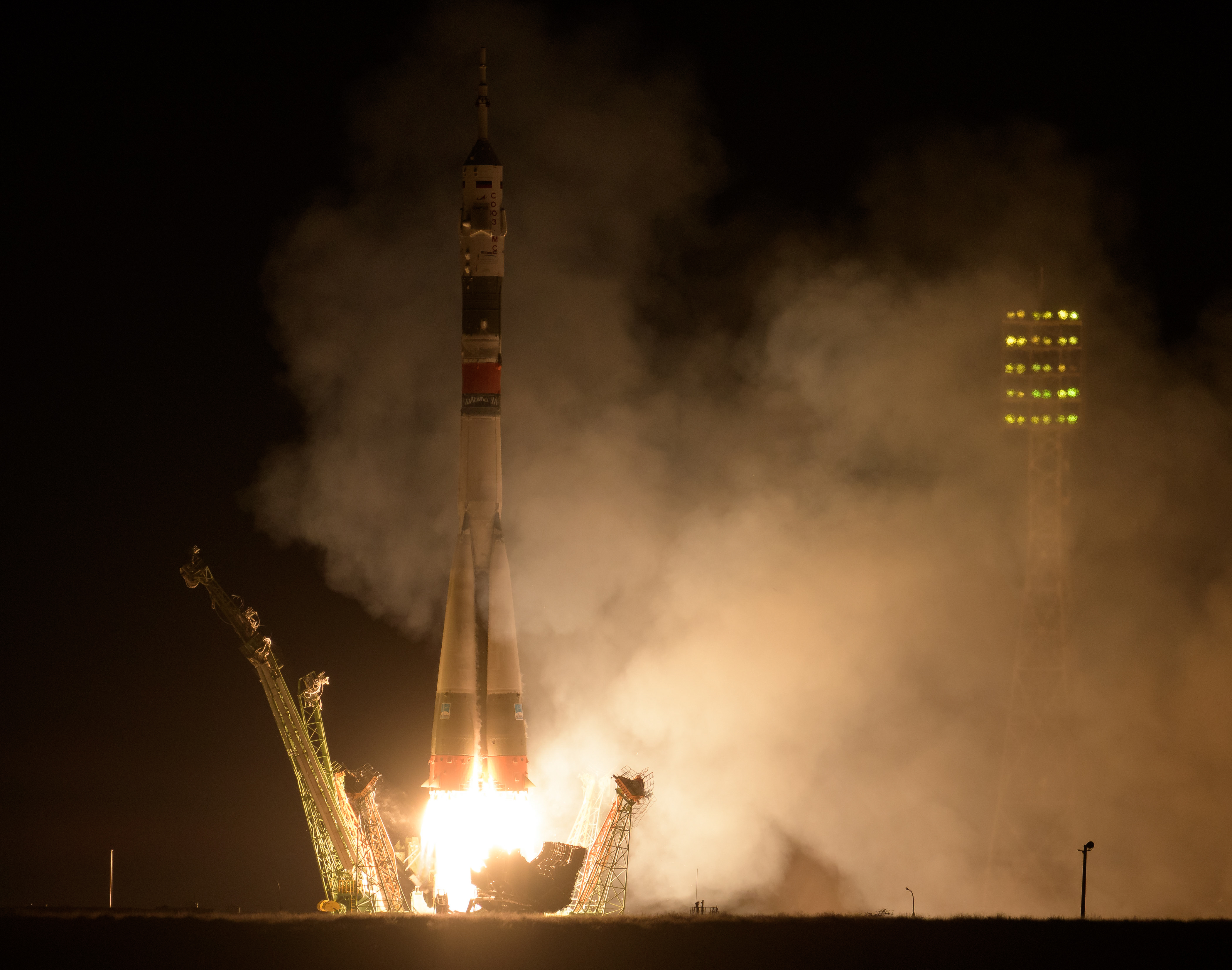
پرتاب ام‌اس-۱۵
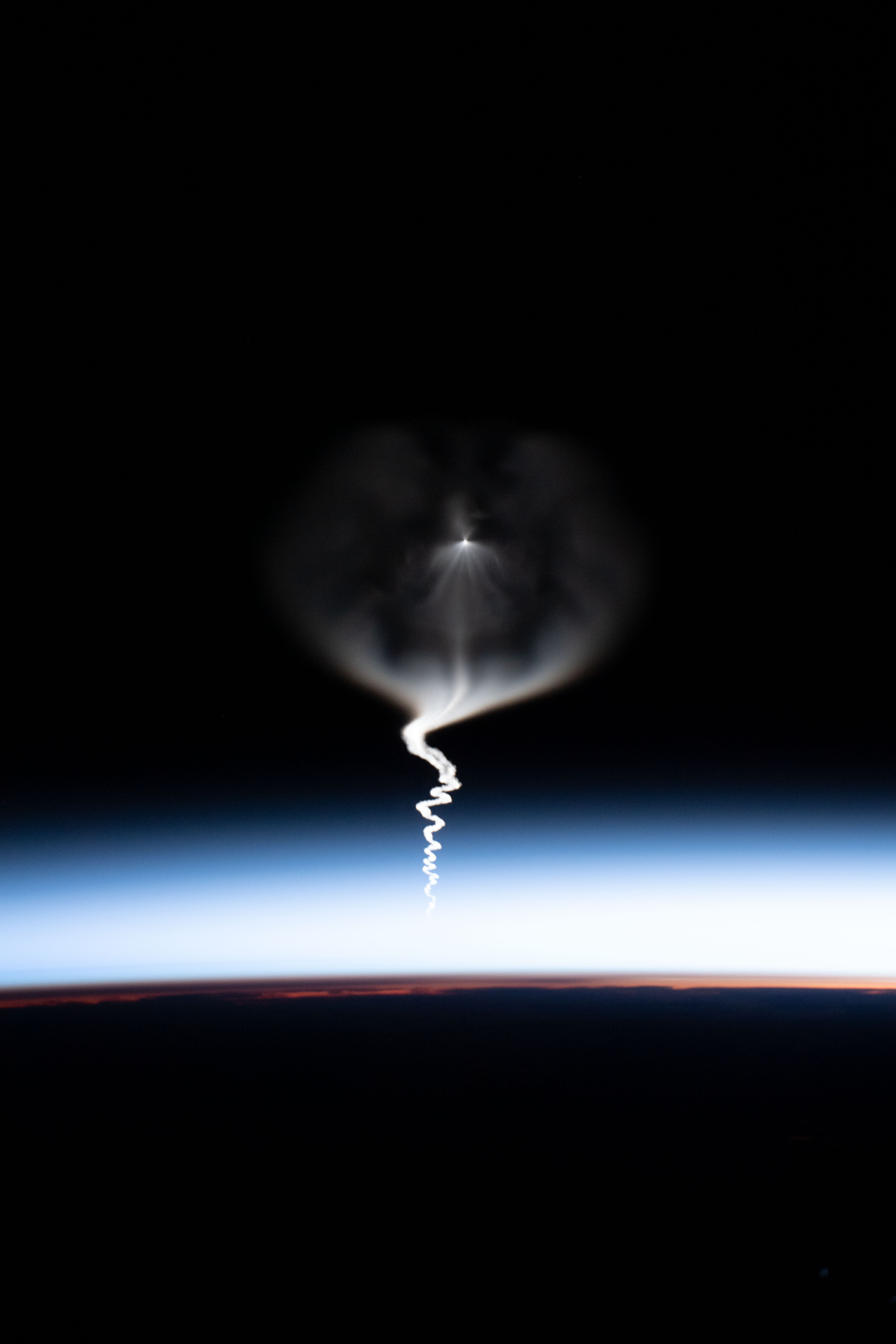
دورنمایی از صعود ام‌اس-۱۵ به فضا
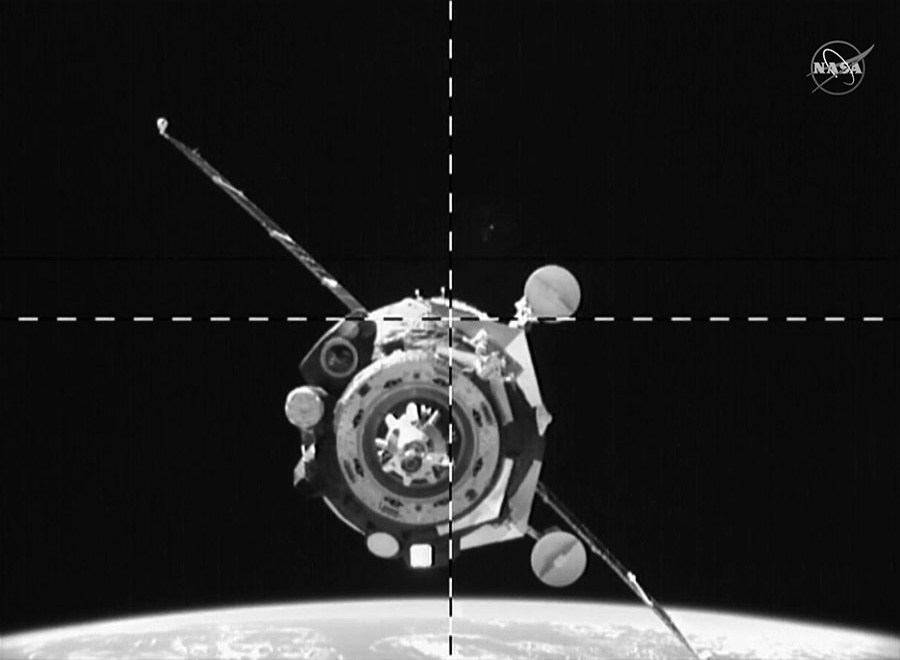
ام‌اس-۱۵ به ایستگاه نزدیک می‌شود
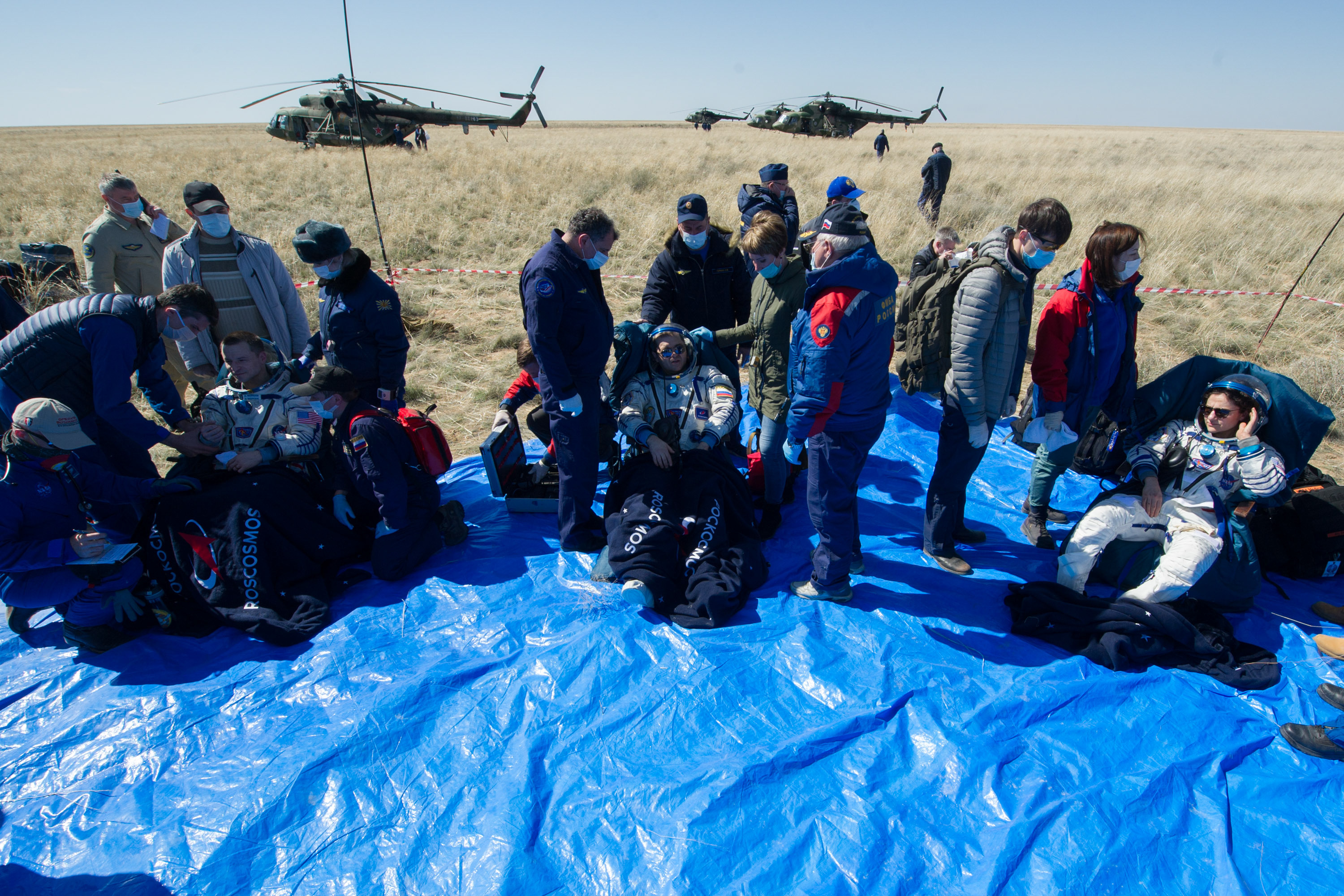
فرود ام‌اس-۱۵ و گروه اعزامی ۶۲